# Viforâta, Dâmbovița
Viforâta este un sat în comuna Aninoasa din județul Dâmbovița, Muntenia, România.
La sfârșitul secolului al XIX-lea, Viforâta era reședința comunei omonime care făcea parte din plaiul Dealul-Dâmbovița din județul Dâmbovița și era formată din cătunele Viforâta și Mahalaua, având în total 1500 de locuitori. Aici funcționau două biserici, o școală și mai multe fabrici de gaz. Pe teritoriul ei se aflau mănăstirile Dealu și Viforâta. Satul Săteni era atunci arondat comunei Doicești.
În 1925, comuna figurează în plasa Târgoviște a aceluiași județ, tot cu satele Mahalaua și Viforâta și cu o populație totală de 2169 de locuitori.
În 1950, comuna a trecut în subordinea raionului Târgoviște din regiunea Prahova, din care au făcut parte până în 1968. Între timp, însă, comuna Viforâta a fost desființată și inclusă în comuna Aninoasa.